# Jacksonport (Arkansas)
Pour l’article homonyme, voir Jacksonport (Wisconsin).
Jacksonport est un village situé dans l’État américain de l'Arkansas, dans le comté de Jackson.

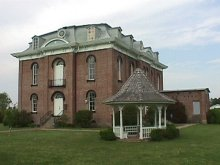
Palais de justice historique de Jacksonport